# Bochovice
Bochovice (en allemand : Bochowitz) est une commune du district de Třebíč, dans la région de Vysočina, en Tchéquie. Sa population s'élevait à 153 habitants en 2020.

## Géographie
Bochovice se trouve à 10 km au sud-ouest de Velké Meziříčí, à 12 km au nord de Třebíč, à 25 km à l'est-sud-est de Jihlava et à 135 km au sud-est de Prague.
La commune est limitée par Horní Radslavice au nord, par Horní Heřmanice à l'est, par Hroznatín et Benetice au sud et par Svatoslav à l'ouest.

## Histoire
La première mention écrite de la localité date de 1353.

## Administration
La commune se compose de deux quartiers :
- Bochovice
- Batouchovice

## Transports
Par la route, Bochovice se trouve à 11,5 km de Velké Meziříčí, à 15,5 km de Třebíč, à 31 km de Jihlava et à 154 km de Prague.